# Сентиментальный меченосец 2
«Сентиментальный меченосец 2» или «Возвращение сентиментального меченосца» (иер. трад. 魔劍俠情, упр. 魔劍侠情, кант.-рус.: Мо ким хап чхин, англ. Return of the Sentimental Swordsman) — гонконгский фильм режиссёра и сценариста Чу Юаня, вышедший в 1981 году. Фильм основан на романе Гу Луна. Сиквел фильма «Сентиментальный меченосец» (1977).

## Сюжет
Фехтовальщик Лэй Чхамфунь возвращается домой после трёх лет путешествий. Он решает жить спокойной жизнью, но группа опытных бойцов и лидеры посланы, чтобы устранить его, поэтому они могут быть причислены к лучшим в знаменитом списке Бай Сяошэна лучших воинов в мире боевых искусств. Чхамфунь сражается с ними, пытаясь найти своего старого друга А Фэя, который женат и живёт в уединении. Чхамфунь находит его и просит объединить усилия в борьбе против новой угрозы, которая хочет править миром: Денежный Клан.

## В ролях
Примечание: имена героев даны в кантонской романизации.
- Цзин Ли[кит.] — Лам Сиям[кит.]
- Ти Лун — Лэй Чхамфунь[кит.]
- Александр Фу — Кин Моумин
- Ку Фэн — Сёнкунь Камхун[кит.]
- Дерек И — А Фэй
- Чхо Сёнвань — Лам Синьи[кит.]
- Лю Юн — Лёй Фунсинь
- Юэ Хуа[кит.] — Куок Сунъён[кит.]
- Кара Хуэй — Сюнь Сиухун
- Ло Ле — Ву Паткуай
- Ку Куньчун[кит.] — Сёнкунь Фэй
- Хелен Пхунь[кит.] — прислуга Синьи

## Съёмочная группа
- Компания: Shaw Brothers
- Продюсер: Шао Жэньлэн
- Режиссёр: Чу Юань[кит.]
- Сценарист: Чу Юань
- Ассистент режиссёра: Чён Чюньчхань, Фан Цзыцзи
- Постановка боевых сцен: Тан Цзя[кит.]
- Художник: Чань Кинсам
- Монтажёр: Цзян Синлун, Ю Сиуфун
- Грим: У Сюйцин, Пхунь Маньва
- Дизайнер по костюмам: Лю Цзию, Хо Кимсин
- Композитор: Эдди Ван
- Оператор: Вон Чит